# Rudi Vingerhoets
Rudi Vingerhoets (3 mei 1958) is een Belgische voormalige zwemmer. Zijn favoriete slag was schoolslag. Hij nam eenmaal deel aan de Olympische Spelen, maar kon daarbij niet de finale halen. Hij behaalde negen Belgische titels.

## Loopbaan
Vingerhoets nam in 1972 deel aan de Olympische Spelen van München. Zowel op de 100m als op de 200 m schoolslag werd hij uitgeschakeld in de reeksen.
In 1974 nam hij deel aan de Europese kampioenschappen in Wenen. Hij verbeterde daarbij zijn Belgisch record op de 100 m schoolslag naar 1.10,44.
Tussen 1971 en 1975 behaalde hij vier opeenvolgende Belgische titels op de 100m schoolslag en vijf opeenvolgende op de 200m schoolslag.

## Belgische kampioenschappen
Langebaan
| Onderdeel        | Jaar                         |
| ---------------- | ---------------------------- |
| 100 m schoolslag | 1972, 1973, 1974, 1975       |
| 200 m schoolslag | 1971, 1972, 1973, 1974, 1975 |

## Persoonlijke records
Langebaan
| afstand         | tijd           | datum         | plaats              |
| --------------- | -------------- | ------------- | ------------------- |
| 100m schoolslag | 1.10,1 (ex-NR) | 21 maart 1976 | Sint-Jans-Molenbeek |
| 200m schoolslag | 2.31,4 (ex-NR) | 13 juli 1975  | Darmstadt           |

Kortebaan
| afstand         | tijd           | datum            | plaats       |
| --------------- | -------------- | ---------------- | ------------ |
| 100m schoolslag | 1.08,3 (ex-NR) | 28 december 1975 | Sint-Niklaas |
| 200m schoolslag | 2.27,6 (ex-NR) | 8 juni 1975      | Antwerpen    |